# Clayton Township (comté de Clayton, Iowa)
Pour les articles homonymes, voir Clayton Township.
Clayton Township est un township, du comté de Clayton en Iowa, aux États-Unis,.
Le township est nommé en l'honneur de John Middleton Clayton.

## Source de la traduction
- (en) Cet article est partiellement ou en totalité issu de l’article de Wikipédia en anglais intitulé « Clayton Township, Clayton County, Iowa » (voir la liste des auteurs).